# Zuiderzee
De Zuiderzee was een binnenzee in het noordelijk deel van Nederland die vanaf de 12e of 13e eeuw tot 1932 heeft bestaan. Tot 1932 was de oppervlakte circa 5.900 km². 
Met de voltooiing van de Afsluitdijk in 1932 werd de Zuiderzee gesplitst in twee afzonderlijke wateren. Het afgesloten deel heet sindsdien IJsselmeer (waarvan later het Markermeer werd afgesplitst) en het niet-afgesloten deel kreeg de naam Waddenzee. Later werden de Friese en Groninger wadden ook tot de Waddenzee gerekend.
De Zuiderzee ontstond vanaf de vroege middeleeuwen geleidelijk als gevolg van een serie overstromingen. Daarbij verdween steeds meer land dat het oorspronkelijke meer – het Aelmere – van de Noordzee en de latere Waddenzee gescheiden had gehouden. Uiteindelijk ontstond een brede verbinding en werd het oorspronkelijke meer een binnenzee.

## Ontstaan

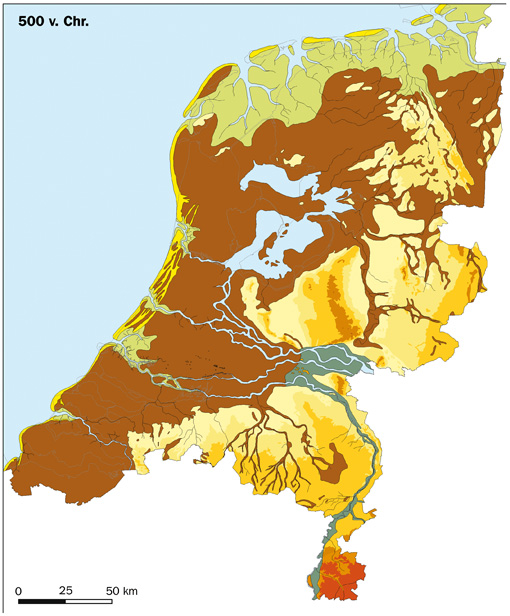
Het Flevomeer rond 500 v.Chr.

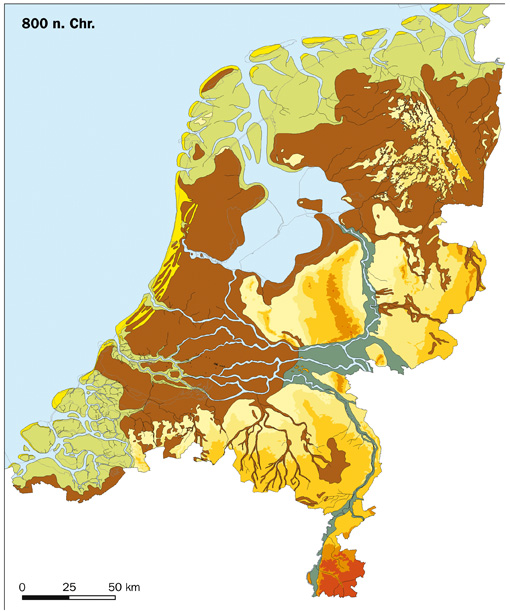
Het Aelmere rond 800 n.Chr., nu een echt binnenmeer, waaruit na nog een paar grote overstromingen enkele eeuwen later de Zuiderzee ontstond.

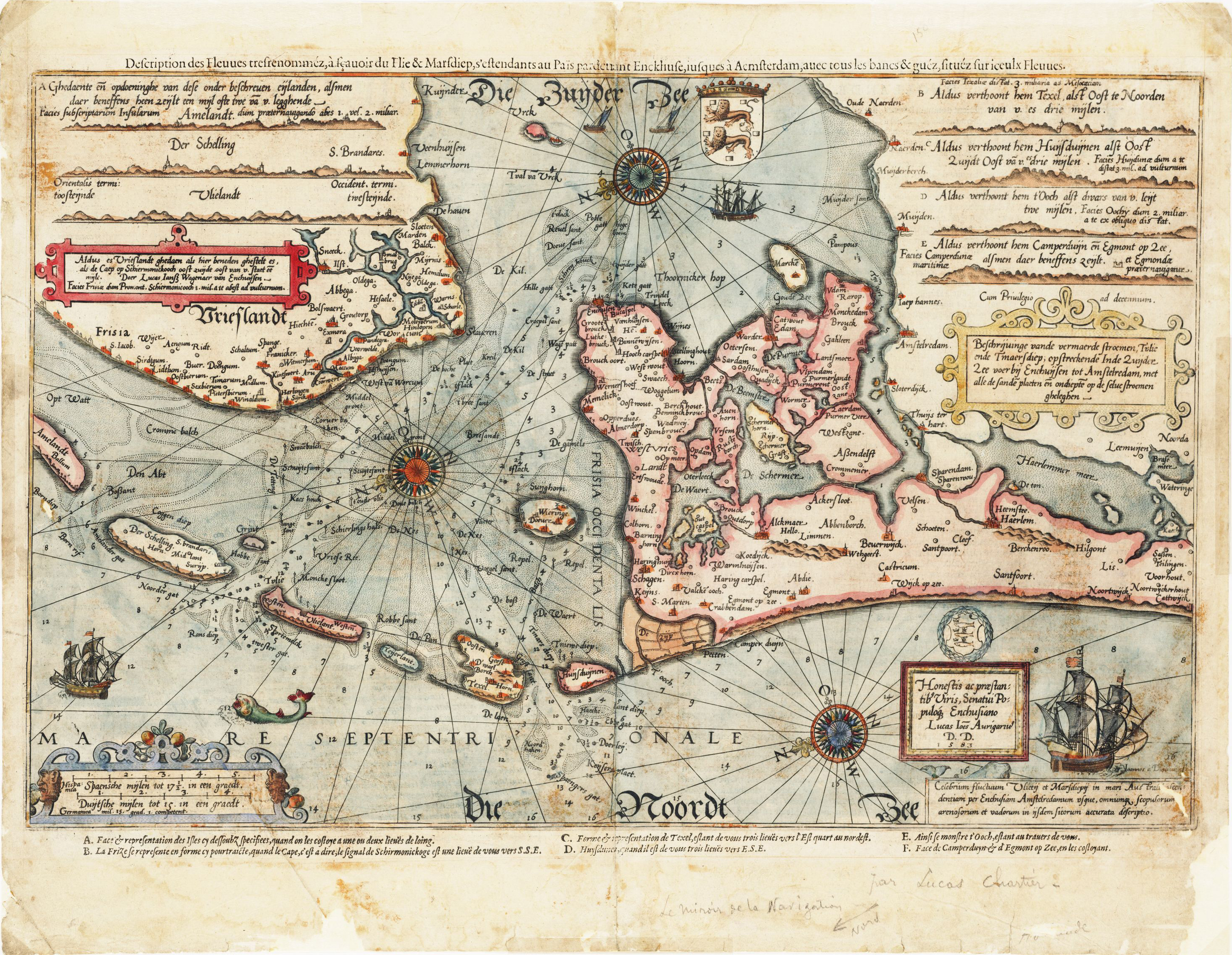
Zuiderzee, 1590 (Lucas Jansz Waghenaer)

### Voorgeschiedenis
Ongeveer op de plaats van de Zuiderzee waren er vroeger zoetwatermeren, onder de Romeinen bekend als "Lacus Flevo" (Flevomeer) en later als het Aelmere.

### Vroege menselijke bewoning
Archeologische vondsten wijzen erop dat er reeds in de prehistorie sprake moet zijn geweest van menselijke bewoning in delen van het gebied dat overeenkomt met de latere Zuiderzee en de huidige IJsselmeerpolders. Nabij Schokland en in Oost-Flevoland zijn diverse sporen gevonden die wijzen op prehistorische menselijke aanwezigheid, al is niet altijd duidelijk of het hier om permanente bewoning ging. Aan de oostzijde van Schokland zijn wel sporen aangetroffen van grondbewerking met een eenvoudige ploeg, wat duidt op een langer verblijf. Op dezelfde plek zijn scherven van aardewerk uit de klokbekercultuur gevonden. Er zijn ook schelpen aangetroffen, wat erop wijst dat reeds in de bronstijd de kustlijn geregeld doorbrak en er water uit zee het latere Zuiderzeegebied binnenstroomde. Algemeen wordt aangenomen dat het gebied na de 3e eeuw al zo venig en moerassig was geworden dat het vrijwel onbewoonbaar was. Er zijn echter nog sporen gevonden van minstens zestien woonconcentraties, acht in de huidige Wieringermeerpolder (een hiervan is Gawijzend) en acht in het gebied dat nu de Noordoostpolder is. Vermoedelijk gaat het hier om middeleeuwse dorpen daterend uit de 9e tot en met de 13e eeuw.

### Geboorte van de Zuiderzee
Gedurende de vroege middeleeuwen begonnen er grote veranderingen op te treden. Eerst ontstond in de 8e eeuw het Marsdiep. Onder invloed van het middeleeuws klimaatoptimum (de warme periode van ca. 800-1200) steeg de zeespiegel en de Noordzee kon via het Marsdiep steeds verder in het Aelmere doordringen. In 838 was er een eerste grote overstroming, waarbij volgens twee bronnen een groot aantal plaatsen werd verwoest. Daarna bleef het ruim twee eeuwen betrekkelijk rustig.
Tegen 1100 had het Aelmere zich al flink uitgebreid, vooral naar het zuiden en westen toe. De aanhoudende stormvloeden hadden tot gevolg dat er steeds meer land afbrokkelde. Een serie stormen in de loop van de 12e en vooral 13de eeuw, waarbij grote delen van het veenland werden weggeslagen scheidde West-Friesland en Friesland van elkaar. Het begon met de Julianavloed in 1164 en de grote Allerheiligenvloed van 1170. Na de overstromingsrampen van 1212, 1214 en 1219 (eerste Sint Marcellusvloed) en 1248 brak het zeewater in het Aelmere in, waarbij naar verluidt de duinenrij bij Callantsoog werd weggeslagen. De natuurlijke barrières waren hiermee gebroken en het binnenmeer veranderde in een binnenzee. Na de stormramp van 1282 (waarbij de verbinding tussen Texel en het vasteland, het huidige Noord-Holland, werd doorbroken) en de desastreuze Sint-Luciavloed in 1287, waarbij vele tienduizenden doden vielen, was dit proces helemaal voltooid. Het Marsdiep vormde nu een rechtstreekse verbinding tussen de Noordzee en de nieuwe binnenzee. Inmiddels was ook het Amsteldiep ontstaan. Het eiland Griend was door de stormvloed van 1287 helemaal onder water verdwenen, wat voor nog meer watertoevoer vanuit noordelijke richting zorgde.
Er zijn echter diverse aanwijzingen dat de Zuiderzee al vóór de Sint Luciavloed een echte binnenzee was geworden, misschien zelfs al in de 12e eeuw. Zo werden bij de Amstel in het midden van de 13e eeuw al dijken aangelegd, wat nodig zou zijn bij eb en vloed.
Dat er zoveel van het oorspronkelijke veenland werd weggeslagen, waardoor steeds meer water het Aelmere bereikte en er zo uiteindelijk een binnenzee kon ontstaan, kwam waarschijnlijk ook deels door menselijke activiteiten; er werd in die tijd steeds meer veen afgegraven en verbrand om zout te winnen en turf te stoken ("darinkdelven"). Doordat het afgegraven land (inclusief de maaivelden) daardoor steeds lager kwam te liggen en door de kwel kreeg het water van buitenaf er nog sneller vat op.

### Naam
De oudst bekende vermelding van de ontstane binnenzee, onder de naam Sudersee, duikt op in een Duitse bron uit 1340. Deze aanduiding verwees in het bijzonder naar de zuidelijke ligging op de route die de Ommelandvaarders aflegden. Zij lag zuidelijk ten opzichte van respectievelijk de Oostzee en de noordelijke Noordzee. Tot voltooiing van de Afsluitdijk werd ook het gedeelte van de Waddenzee ten westen van het Borndiep als Zuiderzee betiteld. De Visserijwet van 1908 gebruikte hier voor het eerst de term Waddenzee. Een ministerieel besluit bekrachtigde in 1932 de naamsverandering van dit gebied.

### Tweedeling
De eigenlijke Zuiderzee viel, nadat deze eenmaal was ontstaan, uiteen in twee delen, die in een waterstaatkundige studie uit 1905 worden gekenschetst als het diepere "Friese Bekken" aan de noordkant en de minder diepe "Kom" ten zuiden daarvan. De delen werden van elkaar gescheiden door een trechtervormige opening tussen Enkhuizen en Stavoren. Het Friese Bekken was maximaal 8 tot 9 meter diep. De bodem ervan bestond in het oosten uit zand en in het westen (waar de Wieringermeer ligt) uit klei. In het Friese Bekken stond verder een sterke zeestroom afkomstig vanuit de Noordzee, die richting het zuiden steeds meer afzwakte. De Kom was maar 2 tot 4 meter diep en had een vlakke bodem die overwegend uit modder bestond. Bij een harde zuidwestenwind viel het IJ bij Amsterdam, op dat moment een zeearm, soms helemaal droog, terwijl het water aan de kust bij Overijssel enorm werd opgestuwd. Er lagen enkele zandbanken voor de kust van Het Gooi, de Veluwe en Overijssel. Bomen die hier eerder hadden gegroeid verdwenen nu als gevolg van het zoute zeewater in combinatie met de getijden.

### Overige kenmerken
Door de open verbinding met de Noordzee was er in de Zuiderzee getijdenwerking, al werd die sterk getemperd doordat het water vanuit de Noordzee eerst tussen de Waddeneilanden door moest stromen; in de Kom was het verschil tussen eb en vloed daardoor 20 tot 55 centimeter. Het waterniveau werd aanzienlijk meer beïnvloed door op- en afwaaiingen, waardoor soms hele stukken van de Zuiderzee droogvielen.
Er werd al in de 18e en 19e eeuw verschil gemaakt tussen "de eigenlijke Zuiderzee", het Friese Bekken en het mondingsgebied, maar het is onduidelijk waar men de grens tussen de beide laatste legde. De visserijwet van 1908 hanteerde de lijn van Enkhuizen tot Stavoren als grens voor het gebied van de Zuiderzee-visserij; soms legde men deze grens ook noordelijker. De aquatische milieus in beide gebieden verschilden duidelijk; zo had de Zuiderzeeboezem helemaal geen geulen of droogvallende platen. Vanwege de geringe diepte en de geïsoleerde positie waren in de Zuiderzee bovendien de temperatuurverschillen tussen zomer en winter vrij groot; in de zomer kon het water 25°C worden, in de winter was het rond het vriespunt. Doordat er vanuit het noorden zout water werd aangevoerd terwijl onder andere de Vecht, Eem, IJssel en Zwartewater juist zoet water aanvoerden, was de Zuiderzee een overgangsgebied tussen zout en zoet water, al werd ze gaandeweg wel steeds zouter. Bij hoge rivierstanden werd er veel zoet water aangevoerd, bij een sterke westen- of noordwestenwind werd het water zout.

### Eerste bedijkingen
De plaatselijke bevolking legde primitieve dijken aan om hun woningen en later hun landbouwgrond te beschermen. De Diemerzeedijk dateert reeds uit de 13e eeuw. Rond 1300 werden in West-Friesland de Westfriese Omringdijk en in Waterland de Waterlandse Zeedijk aangelegd. In het noordwesten werden de dijken al van zeegras gemaakt, in het oosten (bijv. Schokland) was het water daarvoor toen nog te zoet. Teruggevonden terpen op Schokland die wel van zeegras zijn moeten dan ook pas van de middeleeuwen dateren. Op sommige plekken (zoals Wieringen) is om de dijken te bouwen behalve zeegras ook keileem gebruikt.

## 14e-18e eeuw

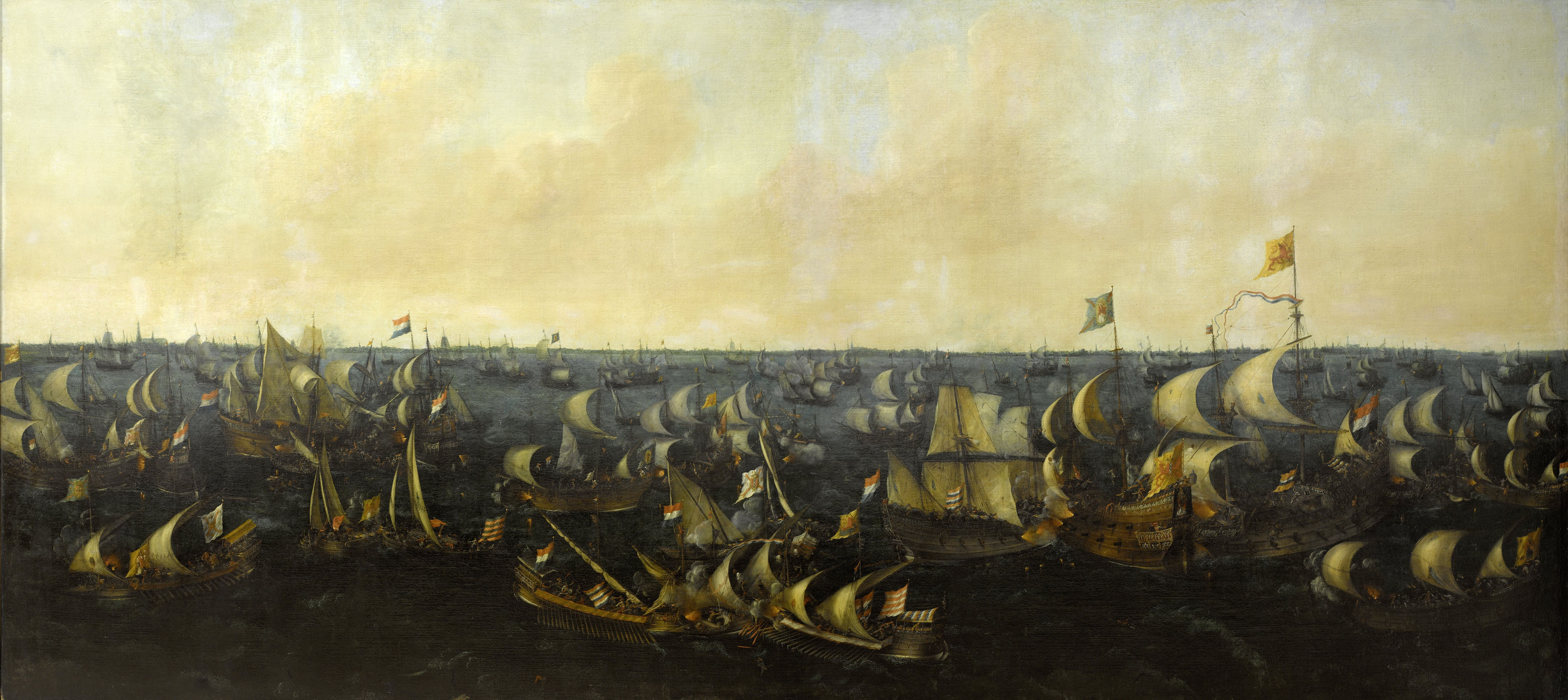
De Slag op de Zuiderzee, Abraham de Verwer (1573)

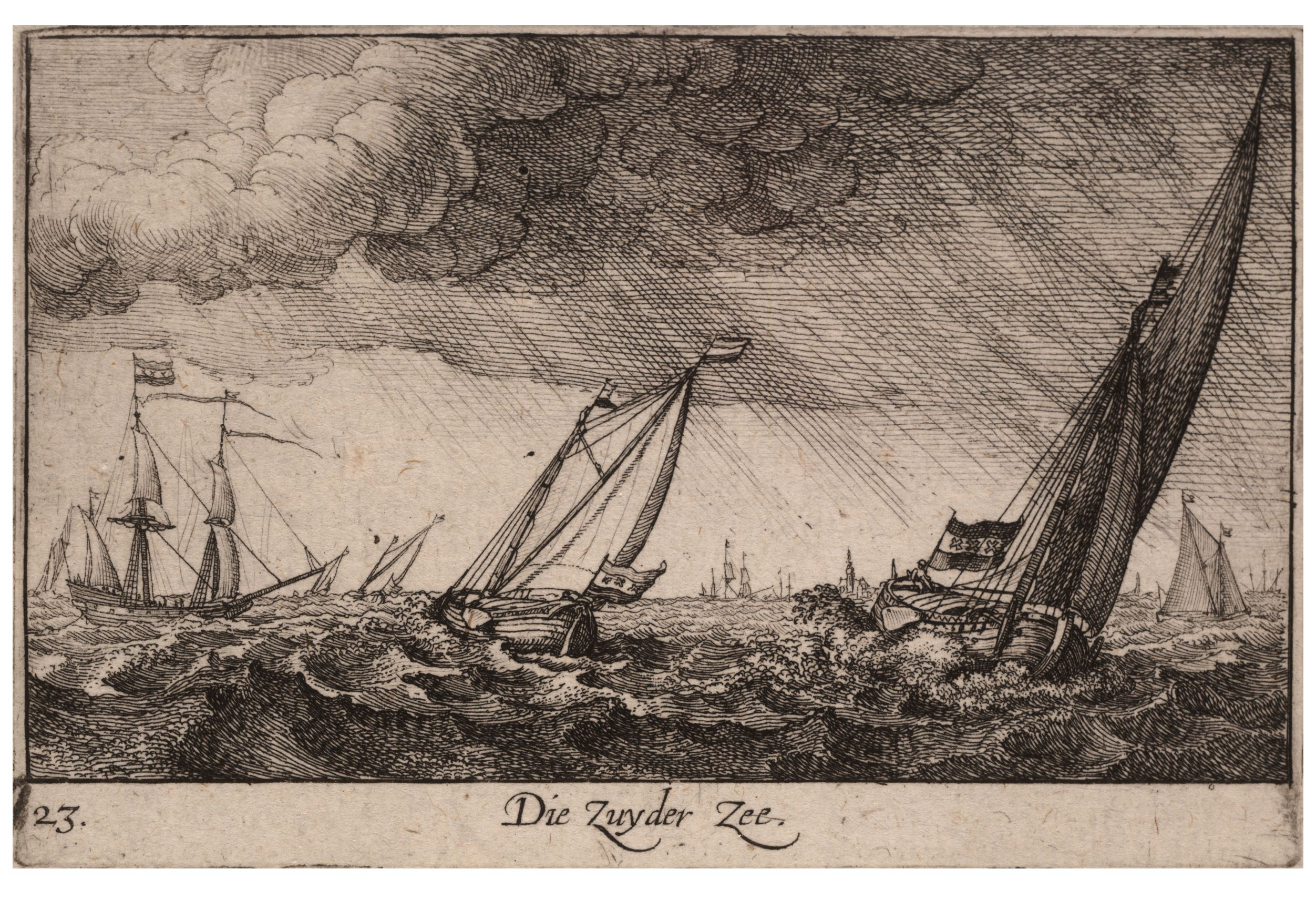
Die Zuyder Zee van Wenceslas Hollar (17e eeuw)

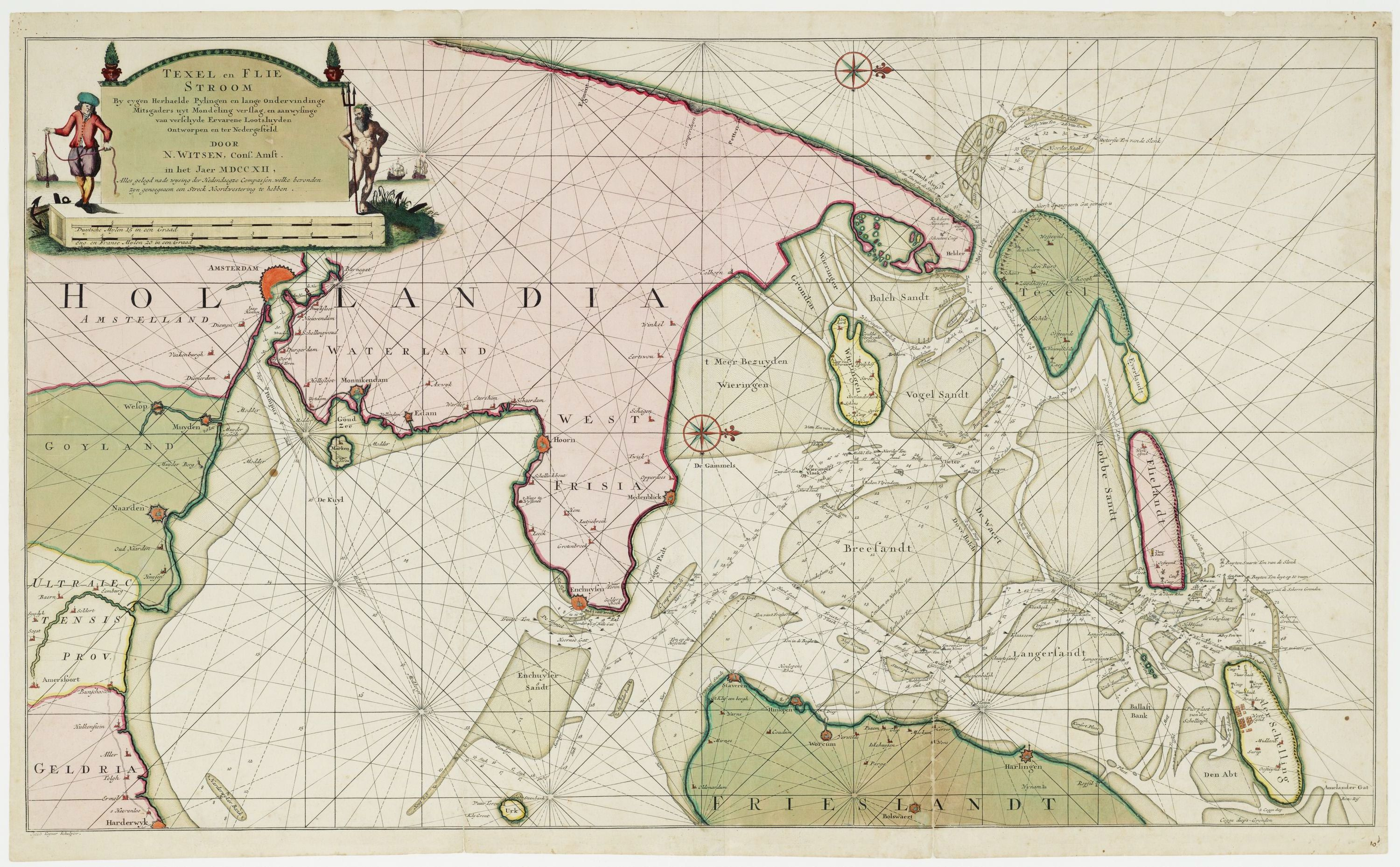
Kaart van de Zuiderzee door Nicolaas Witsen (1712)

De bewoners, die de overstromingsrampen hadden overleefd op het omliggende land, maakten er het beste van en werden actief in de handel. Vanaf het ontstaan van de Zuiderzee was de visserij er zeer belangrijk. In de eeuwen daarna speelde de binnenzee een rol bij de handel over zee en er vonden enkele belangrijke zeeslagen plaats. Verder vonden er geregeld overstromingen plaats.

### Handel
Handelsschepen bevoeren de zee. Havensteden – met name Kampen, Stavoren, Elburg en Harderwijk, die deelnamen aan de Oostzeehandel – behoorden afwisselend wel en niet tot de Hanze. Uit bewaard gebleven tolregisters van de Sont blijkt dat in 1497 schepen uit vrijwel alle aan de Zuiderzee gelegen plaatsen deze doorgang passeerden.

### Visserij
Aan het eind van de middeleeuwen werd er gevist op steur en zalm die via de Zuiderzee op weg waren naar de rivieren. Deze vissoorten werden echter mettertijd schaarser.
Naarmate de bevolking toenam werd de vraag naar vis groter. Er werd veel gevist op kleinere vissen, zoals pietermannen, fint, baarzen, spiering en brasem. Steeds meer zoetwatervissen trokken vanwege de verzilting vanuit de Kom naar de kust van Friesland en Overijssel. Veel Hollandse vissers, die vaak een kuil gebruikten, gingen vervolgens ook die kant op en er ontstond concurrentie met de andere vissers, wat uitliep op conflicten. Uit het zouter geworden deel van de Zuiderzee verdween weliswaar de zoetwatervis, maar ansjovis en haring kwamen juist meer voor. Na de Slag op de Zuiderzee (1573) werd de haringvloot van Enkhuizen de grootste van het gewest Holland, gevolgd door De Rijp.

### Verzilting
In de periode na de late middeleeuwen werd het aanvankelijk nog zoete Zuiderzeewater steeds brakker. De hoeveelheid zout water werd langzamerhand groter dan die van het zoete water uit de rivieren. Aan het eind van de 15e en tijdens een groot deel van de 16e eeuw (de periode van de Kleine IJstijd) traden er bovendien klimaatveranderingen op, waardoor er vanaf ca. 1480 vooral in het zuidwestelijke deel van de Kom nog meer verzilting optrad. Hierbij speelde ook de verminderde aanvoer van zoet water vanuit de IJssel een rol.

### Overstromingen
In de loop der eeuwen vonden er in Nederland en Vlaanderen diverse grote stormvloeden plaats, met grote overstromingen in onder meer het Zuiderzeegebied tot gevolg. In de periode 1570-80 ontstond daardoor het Kinselmeer bij Durgerdam.. Omstreeks 1674 werd bij Muiden de Groote Zeesluis aangelegd. De Allerheiligenvloed van 1675 trof voornamelijk het noordwesten van Nederland. Bij de Kerstvloed van 1717, waarbij onder meer Amsterdam, Zwolle en Haarlem werden getroffen, vielen meer dan tienduizend doden.

### Zeeslagen
In 1345 zeilde graaf Willem IV van Holland met een vloot vol krijgslieden vanuit Enkhuizen de Zuiderzee over naar Gaasterland, om aldaar de slag bij Warns tegen de Friezen uit te vechten.
Tijdens de Tachtigjarige Oorlog fungeerde de Zuiderzee als een belangrijk knooppunt. Tijdens de inname van Den Briel in 1572 door de Watergeuzen vluchtten veel vissers vanuit de monding van de Maas naar de havens aan de Zuiderzee, met name naar Enkhuizen. In oktober 1573 vond de slag op de Zuiderzee plaats, nadat de Watergeuzen de Zuiderzee hadden geblokkeerd zodat de Spanjaarden vanuit Amsterdam geen gebruik meer konden maken van deze doorvaartroute.

### Hollandse expansie
Aanvankelijk waren de havensteden aan de oostkust van de Zuiderzee belangrijker geweest dan die aan de westzijde. In de 16e en 17e eeuw, het tijdperk van de Nederlandse koloniën, werden echter de steden aan de westelijke oever van de Zuiderzee – zoals Amsterdam, Hoorn, Enkhuizen en Medemblik – steeds belangrijker. Dit kwam onder meer omdat vanuit deze plaatsen het gemakkelijkst kon worden uitgevaren naar de Noordzee en van daaruit naar gebieden elders in de wereld. Hier werden ook handelskamers opgericht waarin de administratie van de scheepvaart werd bijgehouden. In de Gouden Eeuw voeren veel VOC-schepen door de Zuiderzee naar de Oost-Indische Huizen in Enkhuizen, Hoorn en Amsterdam; hun route liep eerst langs Texel en door het Marsdiep en vervolgens zuidwaarts.
De positie van de Zuiderzeesteden aan de oostwal – zoals Kampen, Stavoren en Harderwijk – werd in deze periode juist zwakker, onder meer doordat er steeds meer zandbanken kwamen en zij daardoor moeilijker bereikbaar werden. Door middel van baggeren probeerden de bewoners van de oostelijk gelegen steden hun vaargeulen open te houden, maar veel succes hadden zij hierin niet.
Doordat de toegang tot het IJ steeds meer verzandde, moesten Hollandse schepen die naar Oost-Indië voeren vaak lange tijd voor de ondiepte Pampus blijven wachten. Om hieraan een eind te maken werd in de 18e eeuw veel gebruikgemaakt van scheepskamelen.

## 19e - 20e eeuw

### Visserij
Tussen de napoleontische tijd en het midden van de 19e eeuw werd de visserij op de Zuiderzee nog belangrijker dan voorheen. In Volendam, Marken, Huizen, Bunschoten-Spakenburg, Harderwijk, Urk en Vollenhove werd vanaf de eerste helft van de 19e eeuw steeds meer gevist, in Enkhuizen en Hoorn groeiden de vissersvloten niet meer.
Uiteindelijk bleek de visserij van de Zuiderzee voor Nederland belangrijker dan die van de Noordzee. In de periode 1825-1836 werd er in de Zuiderzee vooral veel haring gevangen, na 1820 ook steeds meer ansjovis. In 1850 was het aantal grote schepen dat de Zuiderzee bevoer met ca. 60% gegroeid ten opzichte van een halve eeuw daarvoor. Gedurende de eerste veertig jaar daarna verdubbelde het aantal schepen nog eens. Een deel van de gevangen vis kon nu ook naar Duitsland en Frankrijk worden geëxporteerd, dankzij nieuwe vervoersmogelijkheden en het gebruik van ijs voor koeling. In deze periode verschenen ook de eerste echte belangenverenigingen voor de Zuiderzeevissers. Waarschijnlijk bestond er vóór 1868 op Urk al een vereniging genaamd Hulp en Steun voor de vissers aldaar.
Rond 1900 was de Zuiderzeevisserij op haar hoogtepunt. Er werd actief gevist met zo'n 3000 platbodems, meest botters, op haring, ansjovis, paling, bot en garnalen. Op Wieringen en in Friesland werd ook gevist met aken. Om in en rondom De Knar garnalen te vangen gebruikten de Volendammers kwakken ("garrenkwakken"). Wanneer de zee bevroren was werd een speciale techniek ingezet, het botkloppen. Belangrijke havenplaatsen waren onder meer Amsterdam, Elburg en Enkhuizen. Tussen 1902 en 1912 zakte de vangst echter enorm in. In deze periode werd de Vereeniging tot Bevordering van de Belangen der Zuiderzee-Visscherij opgericht, die onder meer lobbyde voor een wettelijk verbod op het vissen met kuilen, een belangrijke oorzaak van oneerlijke concurrentie.

### Kanalen
Om de doorgang voor de schepen verder te vereenvoudigen werd onder Willem I begonnen met de aanleg van het Goudriaankanaal, een kanaal dat vanaf Durgerdam door Waterland en Marken zou moeten lopen. Toen in 1824 het Noordhollandsch Kanaal en ten slotte in 1875 het Noordzeekanaal werden geopend, waren de problemen echter al op alternatieve wijze opgelost. Met de voltooiing van het Noordzeekanaal was het strategisch belang van de Zuiderzee voor Amsterdam vrijwel verdwenen.

### Overstromingen
Een keerzijde waren nog altijd de vrij frequente overstromingen, waarbij niet zelden veel slachtoffers vielen. Met name het eiland Schokland werd geregeld getroffen door het woeste zeewater. Er werden hier telkens stukken land weggeslagen waardoor het eiland gaandeweg kleiner werd. Tijdens de stormvloed van 1825 waarbij het Kinselmeer werd vergroot raakte Schokland geheel overspoeld. Er vielen 13 doden en veel gebouwen werden verwoest. Niet lang daarna werd Schokland geheel ontruimd.
In 1825 waren dijkdoorbraken, die delen van Friesland, Zuidwest-Drente en Noordwest-Overijssel onder water zette. 

## Inpoldering

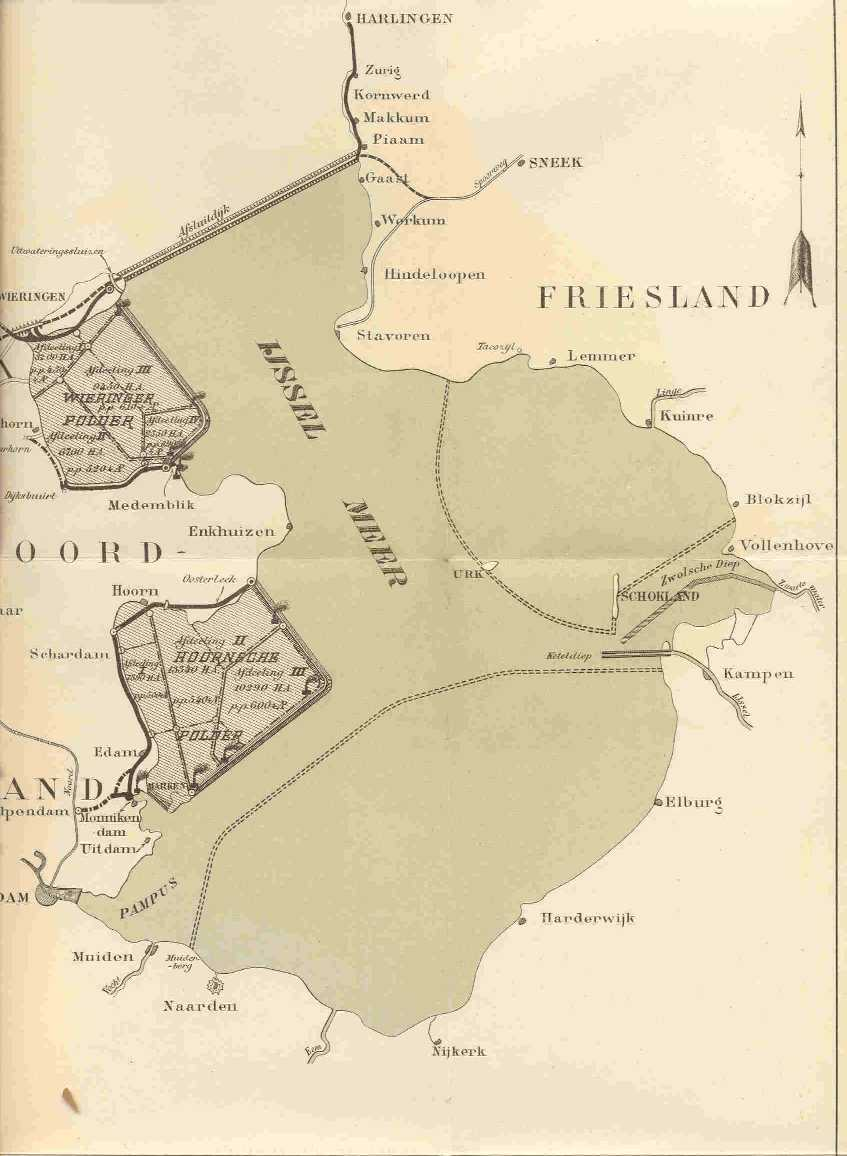
Plan Lely met de Afsluitdijk en droogleggingen

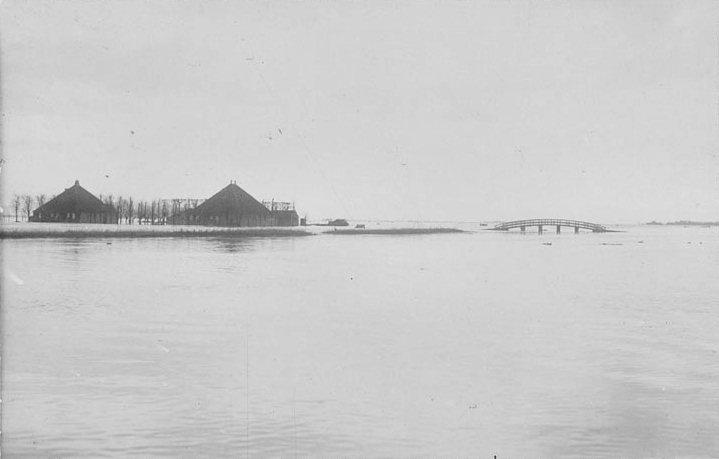
Overstroming in Schellingwoude tijdens de watersnood van 1916

### 1848-1918: plannen voor droogmaling
Het plan om de Zuiderzee helemaal of gedeeltelijk in te polderen was al in de zeventiende eeuw geopperd door Hendrik Stevin, die voorstelde om de zeestraten tussen Noord-Holland, de Waddeneilanden en Groningen met dijken af te sluiten en de overgebleven waterplas droog te malen, waardoor de veiligheid zou toenemen en er veel landbouwgrond zou worden gewonnen. Ook de Waddeneilanden zouden hierdoor met elkaar en met het vasteland worden verbonden. Technisch gezien was dit toen echter allemaal nog verre van uitvoerbaar.
In de loop van de negentiende eeuw, toen de technologie snel vooruitging, kreeg dit plan een concretere vorm. Voor de internationale handelsvaart was de Zuiderzee toen al niet meer zo belangrijk. Inpoldering paste ook in het vooruitgangsgeloof van het tijdperk van de industriële revolutie. Het project zou veel nieuwe landbouwgrond opleveren en zou de immer bedreigde kustlijn met ruim 250 kilometer inkorten en zo de kans op overstromingen sterk reduceren. Dat laatste was van groot belang, temeer daar Nederland steeds dichter bevolkt raakte.
In 1848 waren Jakob Kloppenburg en Pieter Faddegon de eersten die met een concreet plan voor droogmaking kwamen. Een jaar later kwam waterstaatsingenieur B.P.G. van Diggelen met een soortgelijk plan. Ook waterbouwkundig ingenieur Thomas Joannes Stieltjes sr. kwam in 1867 met een uitwerking van het voorstel om een nieuwe Nederlandse provincie te creëren door een deel van de Zuiderzee droog te malen. In 1875 besloot minister van Binnenlandse Zaken Jan Heemskerk dat het plan tot droogleggen door de staat moest worden gerealiseerd.
In 1886 richtten enkele notabelen onder wie Age Buma de Zuiderzeevereniging op, die moest gaan onderzoeken of drooglegging haalbaar was. Ir. Cornelis Lely trad in 1886 als ingenieur bij deze vereniging in dienst. Hij ontwierp in 1891 het eerste plan voor de afsluiting van de Zuiderzee. In 1892 adviseerde een staatscommissie om tot uitvoering van het Plan-Lely over te gaan. Tegen de plannen voor inpoldering werd heftig geprotesteerd door de vissers uit onder meer Enkhuizen, Hoorn, Stavoren, Urk en Volendam, die hun bron van inkomsten door deze plannen zagen verdwijnen. Dit was een belangrijke reden waarom er nog enige tijd werd geaarzeld. In 1913, toen Lely inmiddels voor de derde maal minister van Waterstaat was, werd de inpoldering niettemin opgenomen in het regeringsprogramma, ondanks de aanhoudende protesten vanuit de visserijsector.
Uiteindelijk werd na de stormvloed van 1916, waarbij meer dan vijftig doden vielen en grote delen van Nederland onder water kwamen te staan, definitief besloten de Zuiderzee af te sluiten. Belangrijkste beweegreden was de landbouwproductie en de export. Dat dit om veiligheidsredenen zou zijn besloten is een mythe. Twee jaar later ging het parlement akkoord, waarna de Zuiderzeewet werd aangenomen.

### 1920-1968: realisatie Zuiderzeewerken

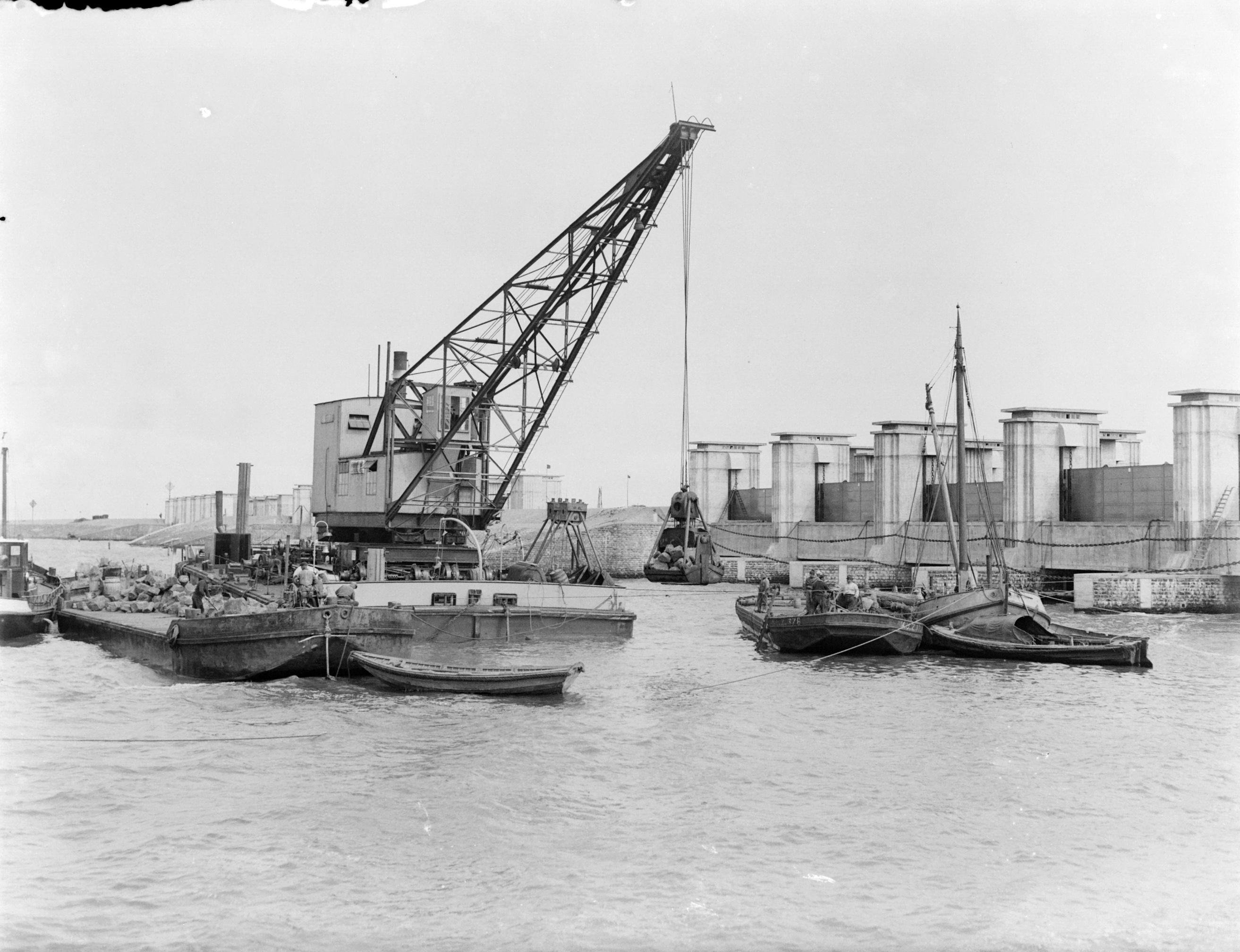
Werken aan de sluizen bij Den Oever, 1930

In juni 1920 werd het eerste deel van de Zuiderzeewerken aanbesteed: de aanleg van de 2,5 kilometer lange Amsteldiepdijk van Noord-Holland naar het eiland Wieringen. Vier jaar later was deze dijk voltooid. Bij dat project werd nuttige ervaring opgedaan die later van pas kwam bij de aanleg van de Afsluitdijk.
De volgende waterkering die moest worden aangelegd liep van Den Oever tot het Friese dorp Zurich, en dit werd de Afsluitdijk. Met de aanleg hiervan werd in januari 1927 begonnen.
Tijdens de Olympische Zomerspelen 1928 in Amsterdam werd de Zuiderzee nog gebruikt voor het zeilen.
In augustus 1930 werd de Wieringermeerpolder drooggelegd als enige Zuiderzeepolder. Dit gebeurde nog vóór de afsluiting van de zee, omdat er veel vraag was naar landbouwgrond. Op 28 mei 1932 werd de Vlieter gesloten, waarmee de Afsluitdijk helemaal klaar was. Na het gereedkomen van de Afsluitdijk werd het water dat binnendijks was komen te liggen omgedoopt tot IJsselmeer, naar de rivier de IJssel, die erin uitmondt.
De afsluiting had grote gevolgen voor zowel de visserij als de natuur. Na de voltooiing van de Afsluitdijk veranderde de voormalige binnenzee in een meer. Het voorheen zoute water werd geleidelijk aan steeds zoeter door het water dat de IJssel aanvoerde. De spuisluizen in de Afsluitdijk zorgden er verder voor dat overtollig en zout water naar de Waddenzee verdween. Binnen 1,5 jaar was het water al helemaal verzoet. Dit betekende de nekslag voor de duizenden vissers die eerder op de Zuiderzee hun boterham verdienden. De haring, bot en ansjovis hielden nog slechts enkele jaren stand. De bruinvis en de gewone zeehond waren al eerder verdwenen. Alleen de paling, snoekbaars en spiering konden standhouden in het zoete water. Veel vissers konden niet langer van de visserij rondkomen en vroegen in het kader van de Zuiderzeesteunwet een uitkering aan. Anderen werden bijvoorbeeld pluimveehouder of boer. De Urker vissersvloot verlegde het werkgebied naar de Noordzee. Naast vissers werden ook vishandelaren, zeilmakers en scheepsbouwers werkloos. Omstreeks 1939 was er weer sprake van een biologisch evenwicht.
Tussen 1936 en 1968 werd gewerkt aan het droogmalen van de IJsselmeerpolders (Noordoostpolder, Oostelijk Flevoland en Zuidelijk Flevoland, gezamenlijk de huidige provincie Flevoland). Aanvankelijk waren er plannen om nog meer land in te polderen, die uiteindelijk niet zijn gerealiseerd.

## Huidige situatie

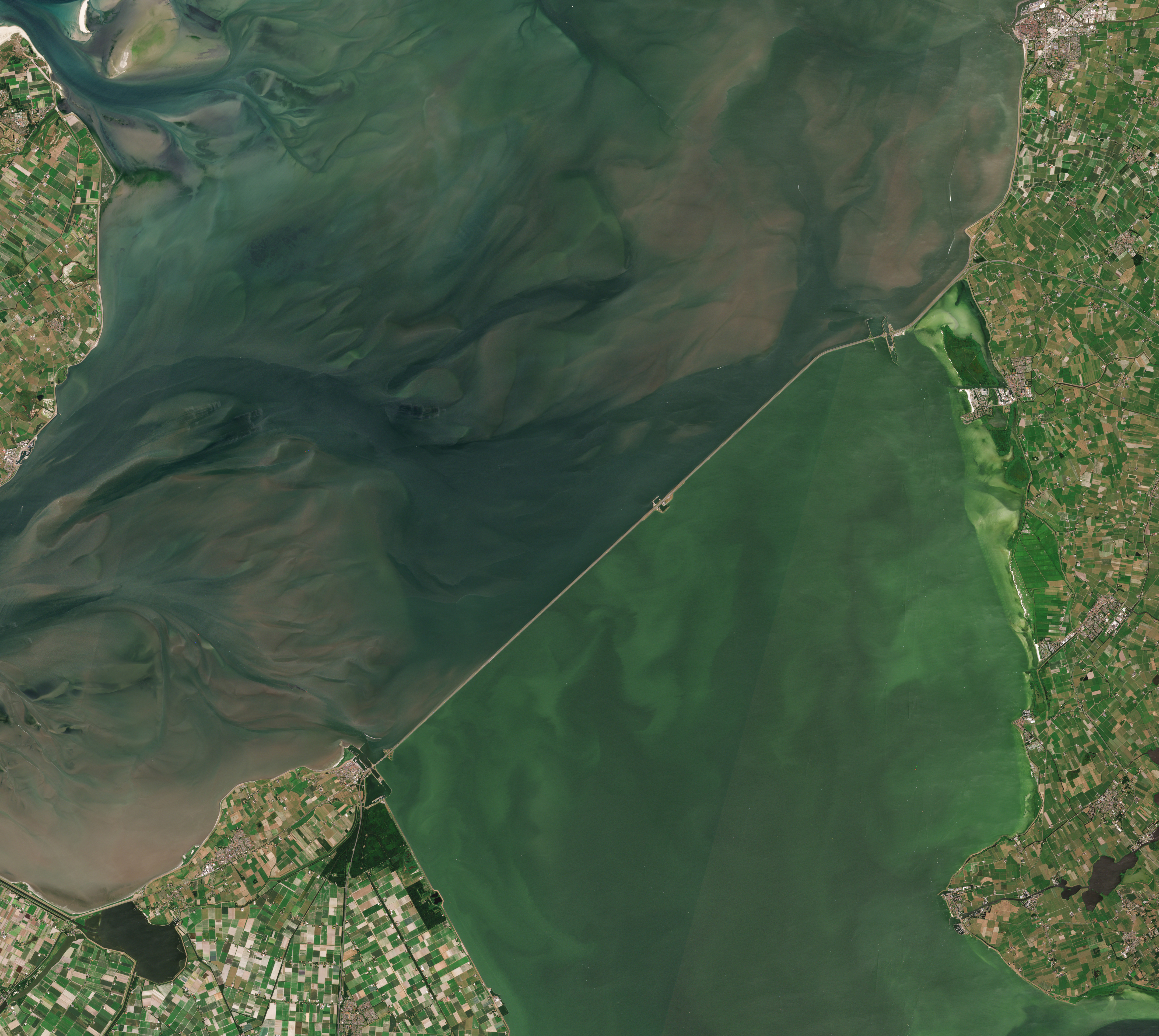
Satellietfoto van de Afsluitdijk, die de Zuiderzee veranderde in het IJsselmeer

Het huidige IJsselmeer is ongeveer half zo groot als de oorspronkelijke zee. Het andere deel van de voormalige Zuiderzee is door droogmakerijen land geworden. In het oostelijk en zuidoostelijke deel zijn drie polders aangelegd. Deze vormen gezamenlijk de huidige provincie Flevoland. Het IJsselmeer is met de aanleg van de Houtribdijk in 1976 opgesplitst in twee delen. Het zuidelijke gedeelte wordt sindsdien Markermeer genoemd, naar het voormalige eiland Marken dat hierin ligt.
Paling was lange tijd een belangrijke bron van inkomsten voor de IJsselmeervissers, maar door overbevissing is de palingstand sterk teruggelopen. Daarom geldt sinds 2011 een vangstverbod. Door het uitzetten van glasaal wordt getracht de palingstand weer op peil te brengen.
Het huidige IJsselmeer, de randmeren en Flevoland bieden woon-, werk- en recreatiemogelijkheden en er is "nieuwe natuur" ontstaan zoals de Oostvaardersplassen in Zuidelijk Flevoland en de Harderhoek in Oostelijk Flevoland.

## Voormalige Zuiderzeekust
De voormalige kustlijn van de Zuiderzee kan nog gevolgd worden via de 400 kilometer lange Zuiderzeefietsroute. In Enkhuizen bevindt zich het Zuiderzeemuseum, waar naast voorwerpen uit de geschiedenis van de Zuiderzeecultuur ook een museumdorp is gebouwd met huizen uit diverse plaatsen rond de Zuiderzee.

## Voormalige eilanden in de Zuiderzee

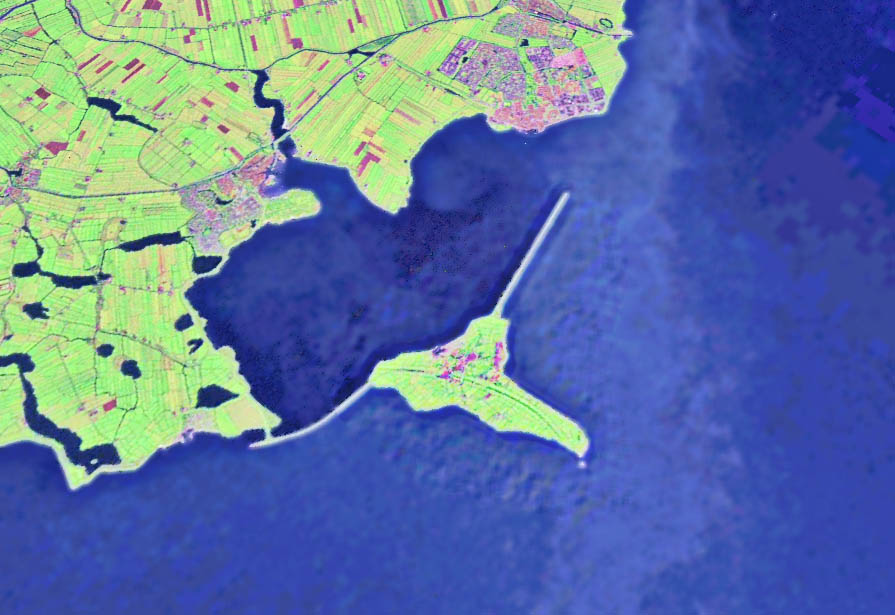
Marken, een van de voormalige Zuiderzee-eilanden, sinds 1957 een schiereiland in het Markermeer

Van de vijf eilanden die ten zuiden van de latere Afsluitdijk in de Zuiderzee lagen bestaat alleen het voor Amsterdam liggende Pampus nog als een echt eiland. Ten noorden daarvan ligt Marken, dat sinds de aanleg van een dam in 1957 feitelijk een schiereiland is. Wieringen is door de Wieringermeerpolder onderdeel geworden van het vasteland. Schokland en Urk zijn ten slotte opgegaan in de Noordoostpolder.
In sommige bronnen wordt er ook nog over het eiland Villa gesproken in de Zuiderzee. Door de steeds grotere wordende Zuiderzee werd Nagele eerst een eiland voordat het helemaal opging in de Zuiderzee.

## Herinnering aan de Zuiderzee
- In een liedje uit 1933 getiteld Zuiderzee, gezongen door Louis Davids, wordt n.a.v. de voltooiing van de Afsluitdijk weemoedig afscheid genomen van de Zuiderzee.
- Willy van Hemert (tekst) en Joop de Leur (muziek) schreven het lied de Zuiderzeeballade (1959), waarin nostalgisch op de Zuiderzee wordt teruggeblikt en de vooruitgang en (vissers)geschiedenis worden beschreven.
- Jan de Hartog schreef in 1967 het boek Herinneringen van een bramzijgertje. ...ik wist nu dat er eigenlijk niets verloren was gegaan; alleen was een kinderzee veranderd in een kinderland.
- De thema's Zuiderzee, inpoldering en IJsselmeer komen aan bod in het Zuiderzeemuseum in Enkhuizen en het Nieuw Land Erfgoedcentrum in Lelystad, en op Schokland.
- De geschiedenis van de Zuiderzeevisserij is uitgebreid in beeld gebracht door Peter Dorleijn.

## Zuiderzeedepartement
Gedurende de Franse tijd was Nederland korte tijd onderverdeeld in departementen, zoals die tot op heden ook in Frankrijk bestaan. Een van deze departementen, het Département du Zuyderzée of Zuiderzeedepartement – grofweg overeenkomend met de huidige provincies Noord-Holland en Utrecht –, was vernoemd naar de Zuiderzee.